# Vuelve
Vuelve (pol. Powrót) - czwarty hiszpańskojęzyczny album portorykańskiego piosenkarza Ricky’ego Martina. Płyta została wydana 10 lutego 1998 roku przez wytwórnię Sony Music. Sprzedaż płyty na całym świecie przekroczyła 8 milionów egzemplarzy. Vuelve jest drugim krążkiem Martina, który został wydany w Stanach Zjednoczonych. Album stał się ogromnym hitem wśród ludności latynoskiej USA, debiutując na #1 miejscu Top Latin Albums Chart oraz #40 Billboard 200. W 1999 roku album zdobył nagrodę Grammy Awards w kategorii Best Latin Pop Album.

## Lista utworów

### CD 1998
1. „Por arriba, por abajo” (Cesar Lemos; Karla Aponte; Luis Gómez Escolar; Robi Rosa) - 3:08
2. „Vuelve” (Franco De Vita) - 5:09
3. „Lola, Lola” - 4:46
4. „Casi un bolero” - 4:39
5. „Corazonado” - 4:59
6. „La bomba” - 4:34
7. „Hagamos el amor” (Luis Gómez Escolar; Robi Rosa) - 3:11
8. „La copa de la vida” (Desmond Child; Luis Gómez Escolar; Robi Rosa) - 4:28
9. „Perdido sin ti” - 4:11
10. „Asi es la vida” (Luis Gómez Escolar; Marco Flores) - 4:00
11. „Marcia baila” (Chichin Ringer; Fred Chichin) - 3:59
12. „No importa la distancia” (Alan Menken; David Zippel; Javier Pontón; Renato Lopez) - 4:55
13. „Gracias por pensar en mi” (Renato Russo) - 5:51
14. „Casi un bolero (Instrumental)” - 4:39

### CD 1999
1. „Por arriba, por abajo”
2. „Lola, Lola”
3. „Casi un bolero”
4. „Corazonado”
5. „La bomba”
6. „Vuelve”
7. „Hagamos el amor”
8. „La copa de la vida”
9. „Perdido sin ti”
10. „Asi es la vida”
11. „Marcia baila”
12. „No importa la distancia”
13. „Gracias por pensar en mi”
14. „The Cup of Life (Spanglish Radio Edit)”
15. „María (Spanglish Radio Edit)” (utwór dodatkowy)

## Notowania, sprzedaż i certyfikaty
| Kraj                          | Najwyższa pozycja | Certyfikat | Sprzedaż  |
| ----------------------------- | ----------------- | ---------- | --------- |
| Argentyna                     |                   | 3x Platyna | 300,000   |
| Australia                     | 2                 | 2x Platyna | 140,000   |
| Kanada                        |                   | 2x Platyna | 200,000   |
| Finlandia                     |                   | Złoto      | 31,563    |
| Francja                       | 23                | Złoto      | 100,000   |
| Węgry                         | 3                 |            |           |
| Norwegia                      | 1                 | Złoto      | 20,000    |
| Polska                        |                   | Złoto      | 20,000    |
| Hiszpania                     | 1                 | 6x Platyna | 600,000   |
| Szwecja                       | 2                 |            |           |
| Szwajcaria                    | 4                 | Platyna    | 50,000    |
| US Billboard 200              | 40                | Platyna    | 1,000,000 |
| US Billboard Top Latin Albums | 1                 | 5x Platyna | 1,000,000 |
| US Billboard Latin Pop Albums | 1                 | 5x Platyna | 1,000,000 |
| Świat                         |                   |            | 8,000,000 |